# ستيرمان-هاموند واي-1
كانت ستيرمان-هاموند واي-1 عبارة عن طائرة أحادية السطح أمريكية منفعة في ثلاثينيات القرن الماضي بنتها شركة Stearman-Hammond Aircraft Corporation وتقييمها من قبل البحرية الأمريكية والقوات الجوية الملكية البريطانية .

## التطوير

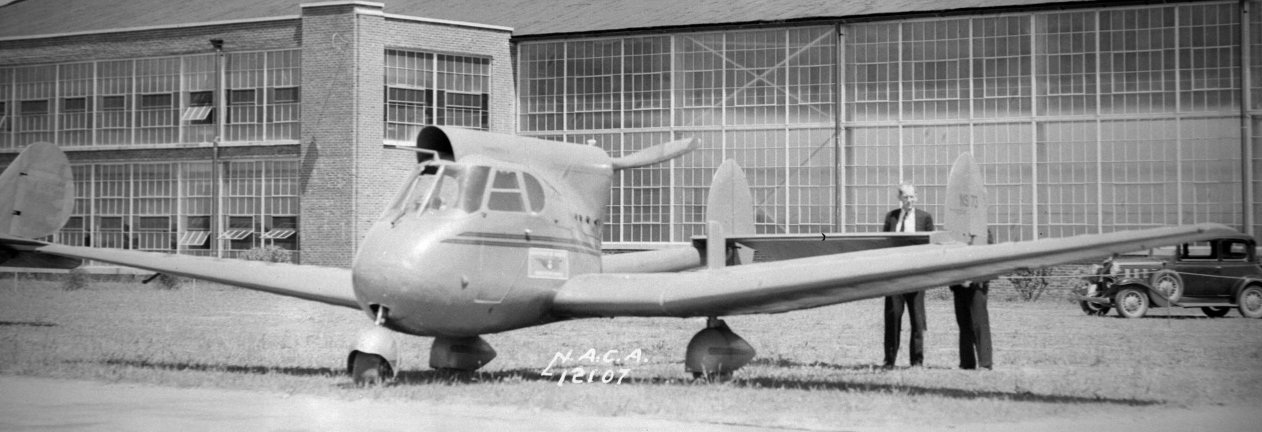
اختبار Y-1 في Langley

في أوائل الثلاثينيات من القرن الماضي ، صمم دين هاموند نموذج هاموند Y ، وهي طائرة أحادية السطح ذات ذراع مزدوج. تعاون هاموند مع مصمم الطائرات لويد ستيرمان لتطوير النوع للإنتاج. قاموا بتشكيل شركة ستيرمان-هاموند للطيران في عام 1936 لبناء الطائرة باسم ستيرمان-هاموند واي -1. كانت الطائرة الأولى مدعومة بـ 125 حصان (93 كيلوواط) محرك مكبس Menasco C-4 يقود مروحة دافعة. لم يكن الأداء مثيرًا للإعجاب لذلك تمت إعادة تصميمه بـ 150 حصان (112 كيلوواط) Menasco C-4 S وأعاد تسمية Y-1S. على الرغم من تصميمه ليكون سهل الطيران ، إلا أن السعر المرتفع يعني أنه تم إنتاج 20 طائرة فقط.
لم يكن للطائرة دفة على هذا النحو ، وكانت زعانف الطائرة قابلة للتعديل ولكنها ثابتة أثناء الطيران. تم الدوران بواسطة الزعنفة التفاضلية ورافعة واحده.

## التاريخ التشغيلي

أميليا إيرهارت ترتدي Stearman Hammond Y-1 مع علامة مكتب التجارة الجوية بوزارة التجارة الأمريكية

في عام 1934 أجرى مكتب التجارة الجوية مسابقة لطائرة آمنة وعملية بقيمة 700 دولار. في عام 1936 ، كان الفائز بالمسابقة هو ستيرمان-هاموند واي-1 ، الذي يضم العديد من ميزات الأمان في Ercoupe W-1. الفائزان الآخران هما Waterman Airplane و autogyro للطريق من شركة اوتوقيرو الأمريكية - AC-35 . طلب المكتب 25 نموذجًا بسعر 3190 دولارًا لكل منها. تم اعتبار التسليم الأول غير مقبول في النهاية ، مما دفع إلى إنتاج طراز YS المعاد هندسته. 
تم استخدام اثنين من Y-1S ، الرقم التسلسلي 0908 و 0909 ،  في تجارب التطوير التي يتم التحكم فيها عن طريق الراديو بواسطة البحرية الأمريكية باسم JH-1. تم إجراء رحلة ناجحة بدون طيار بواسطة طائرة بدون طيار JH-1 في 23 ديسمبر 1937 في محطة خفر السواحل الجوية ، كيب ماي ، NJ تم التحكم في الإقلاع والهبوط عبر جهاز راديو أرضي ؛ لمناورات الطيران ، تم نقل التحكم إلى TG-2 المحمولة جواً. 
اشترت KLM Y-1 ( PH-APY ) لاستخدامها في تدريب الطيارين على الهيكل السفلي للدراجة ثلاثية العجلات. 

## المتغيرات
هاموند موديل واي
نموذج أولي لمسابقة الطائرات الآمنة لمكتب التجارة الجوية لعام 1934.  
Stearman-Hammond Y-1
نموذج أولي للطائرة بمحرك ميناسكو سي 4 بقوة 125 حصانًا (93 كيلو واط).
Stearman-Hammond Y-1S
طائرة إنتاج بمحرك ميناسكو C-4S بقوة 150 حصاناً (112 كيلو وات).
JH-1
تعيين البحرية الأمريكية لاثنين من Y-1S المستخدمة للاختبارات.

## العاملين
هولندا</img> هولندا
KLM
 المملكة المتحدة</img> المملكة المتحدة
- سلاح الجو الملكي

 الولايات المتحدة
البيانات من Smithsonian Institution's National Air & Space Museum
الخصائص العامة
- طاقم: 1
- سعة: 1
- طول: 26 قدم 11 بوصة (8.20 م)
- باع الجناح: 40 قدم 0 بوصة (12.19 م)
- ارتفاع: 7 قدم 7 بوصة (2.31 م)
- الوزن فارغة: 1,400 رطل (635 كـغ)
- الوزن الإجمالي: 2,150 رطل (975 كـغ)
- محركات: 1 × Menasco C-4S piston engine, 150 حصان (110 كـو)

أداء
- السرعة القصوى: 113 عقدة؛ 209 كم/س (130 ميل/س) at 3000 ft (915 m)

- Crew: 1
- Capacity: 1
- Length: 26 ft 11 in (8.20 m)
- Wingspan: 40 ft 0 in (12.19 m)
- Height: 7 ft 7 in (2.31 m)
- Empty weight: 1,400 lb (635 kg)
- Gross weight: 2,150 lb (975 kg)
- Powerplant: 1 × Menasco C-4S piston engine, 150 hp (110 kW)

Performance
- Maximum speed: 110 kn (130 mph, 210 km/h) at 3000 ft (915 m)